# 小河底河
小河底河，位于中国云南省中南部，是元江右岸一级支流，发源于峨山彝族自治县甸中镇小河村黑泥哨，河流大部分成为石屏县与元江哈尼族彝族傣族自治县的界河，至石屏县牛街镇那刀村他古租下寨西南汇入元江，河口高程约327米。

## 概况
河流全长170.4公里，流域面积3999.5平方公里，落差1714米，年均径流量22.58亿立方米。主要支流有平甸河、高川河、大桥河、八抱树河、五郎沟河等。建有小河底水电站各1座（分属元江哈尼族彝族傣族自治县和红河哈尼族彝族自治州），上游建有化念水库等水利设施。产鲤、鲢、白甲等鱼类。处小河底河大断裂带，中、下游河床深切。河平均宽约14米，总天然落差1623米，平均比降9.55‰。又名三百零八度河。

## 流程与名称变化
源头称清香河，向南流过自然坝水库后又称文山河或长子河，至岔河乡河外村左纳河外河后称朵迭河，继续南流经化念镇的朵迭、大巴格村、芒木树，过化念水库进入化念坝子称化念河，过化念村委会公山村民小组后进入新平彝族傣族自治县后又称龟枢河，过新平县扬武镇大开门社区的大平地后转东南流，成为新平县与石屏县的界河，在石屏县龙武镇石岩头村西南转西南流，至新平、石屏和元江三县交界处的回水头，右纳叉河后转东南流，始称小河底河（元江县甘庄街道（原青龙厂镇）撮科村附近河段又称撮科河），后至石屏县牛街镇在海拔327米的玉溪市最低点汇入元江。据称，其命名来源为因中、下游河床深切，两岸岩壁陡峭，河居谷底，又有石屏县小河汇入，故名小河底河。

## 治理与建设
根据当地检测结果，小河底河在2014年度河流水质仅为地表水Ⅳ类水质标准，未达到目标的地表水Ⅲ类标准。根据当地政府得出的结论，小河底河水质不达标的原因主要包括农村散养畜禽、暴雨等天气所带来的水土流失、城镇居民及自然村落的生活污染负荷等等。为改善水质，当地投入超亿元用于小河底河污染治理，并由玉溪市有关部门牵头，联合流域各行政执法机关开展联合巡查工作。
此外，为解决畜牧、灌溉、发电等需求，有关部门在小河底河及其支流建设了多项水利工程，其中包括位于玉溪市化念镇的化念水库、位于玉溪市新平县的平甸河水库、位于石屏县的小箐水库等。